# Chamaerhodos
Chamaerhodos es un género de plantas de la familia Rosaceae con doce especies.

## Descripción
Son hierbas perennes leñosas, más o menos en la base. Floración en delgados tallos erectos a decumbentes. Hojas alternas radicales en roseta densa, estípulas membranosas en la base. Inflorescencia cimosa, corimbosa o paniculada, rara vez una flor solitaria. Flores pequeñas. Hipanto campanulado con 5 sépalos persistentes valvados y erectos. Pétalos 5, de color blanco o púrpura. Disco discreto, cubriendo la mitad del hipanto y con pelos largos en el margen. Estambres 5, frente a los pétalos. Carpelos 4-10 o más, insertados en un receptáculo estrecho y alargado. Frutos en forma de aquenios.

## Etimología
El nombre genérico Chamaerhodos proviene de las palabras griegas χαμαί "sobre el terreno" y ῥόδον "rosa", que significaría literalmente "rosa terrestre". 

## Especies seleccionadas
- Chamaerhodos altaica (Laxm.) Bunge
- Chamaerhodos canescens J.Krause
- Chamaerhodos corymbosa Murav.
- Chamaerhodos erecta (L.) Bunge
- Chamaerhodos grandiflora (Pall. ex Schult.) Bunge
- Chamaerhodos sabulosa Bunge
- Chamaerhodos trifida Ledeb.[1]